# Center for Public Integrity
Le Center for Public Integrity (CPI) (littéralement « Centre pour l'intégrité publique ») est une organisation de journalistes d'investigation, sans but lucratif, créée en 1989 par Charles Lewis (en), basée à Washington aux États-Unis.

## Présentation
Elle s'est donné pour objectif de « dévoiler les abus de pouvoir, la corruption et les manquements au devoir des institutions publiques ou privées, dans le but de les pousser à agir avec honnêteté, intégrité, responsabilité, afin de faire prévaloir l'intérêt public ». Avec cinquante collaborateurs, le CPI est une des plus importantes organisations de ce type. Elle ne se veut ni un parti, ni un groupe de pression mais est qualifiée de progressiste et libérale (gauche du Parti démocrate).
L'organisation publie ses travaux sur son propre site et les diffuse à un réseau de journaux dans de nombreux pays.

### Profiteur de guerre
En 2004, le recueil The Buying of the President figure parmi les meilleures ventes du New York Times pendant trois mois. Il traite des profits réalisés par des hommes et femmes politiques ayant soutenu les guerres en Irak et en Afghanistan. Cet ouvrage est centré sur les États-Unis uniquement.

## Financement
En 2003, le Wall Street Journal a critiqué le CPI pour avoir accepté des fonds importants de George Soros,. Le site de l'Open Society Foundations, organisation de Soros, fait part de quatre subventions au Centre. En 2002, le CPI reçoit une subvention de 1 million $ pour une période de trois ans. En 2009, le CPI a indiqué qu'il a reçu 651.650 $ de l'Open Society Foundations. La question de l'indépendance réelle du CPI en dépit des subventions importantes apportées par les fondations de George Soros a été posée par Jennifer Rubin dans le Washington Post,
Le Centre reçoit des dons, entre autres, de :
- La Open Society Foundations
- La Sunlight Foundation (une autre fondation mise en place par George Soros)
- La Fondation Ford
- La Fondation des frères Rockefeller
- La Fondation de la famille Rockefeller
- La Fondation W.K. Kellogg